# Фреву

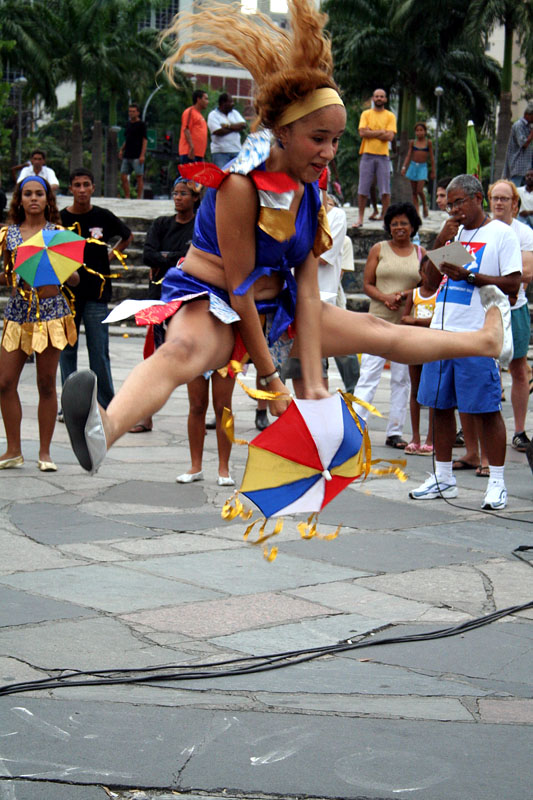
Танцюристка фреву на вулиці Олінди

Фреву (порт. frevo) — набір музичних стилів, що походять з Ресіфі та його околиць у штаті Пернамбуку, Бразилія та асоціюються з карнавалом. Вважається, що назва стилю походить від португальського слова ferver — «кипіти», що пов'язано із сприйняттям виконавців. Термін «фреву» зараз використовується як до музики, так і до відповідних танців. 2012 року доданий до Списку нематеріальної культурної спадщини ЮНЕСКО.